# Buddhistische Klosterschule Ganden Tashi Choeling

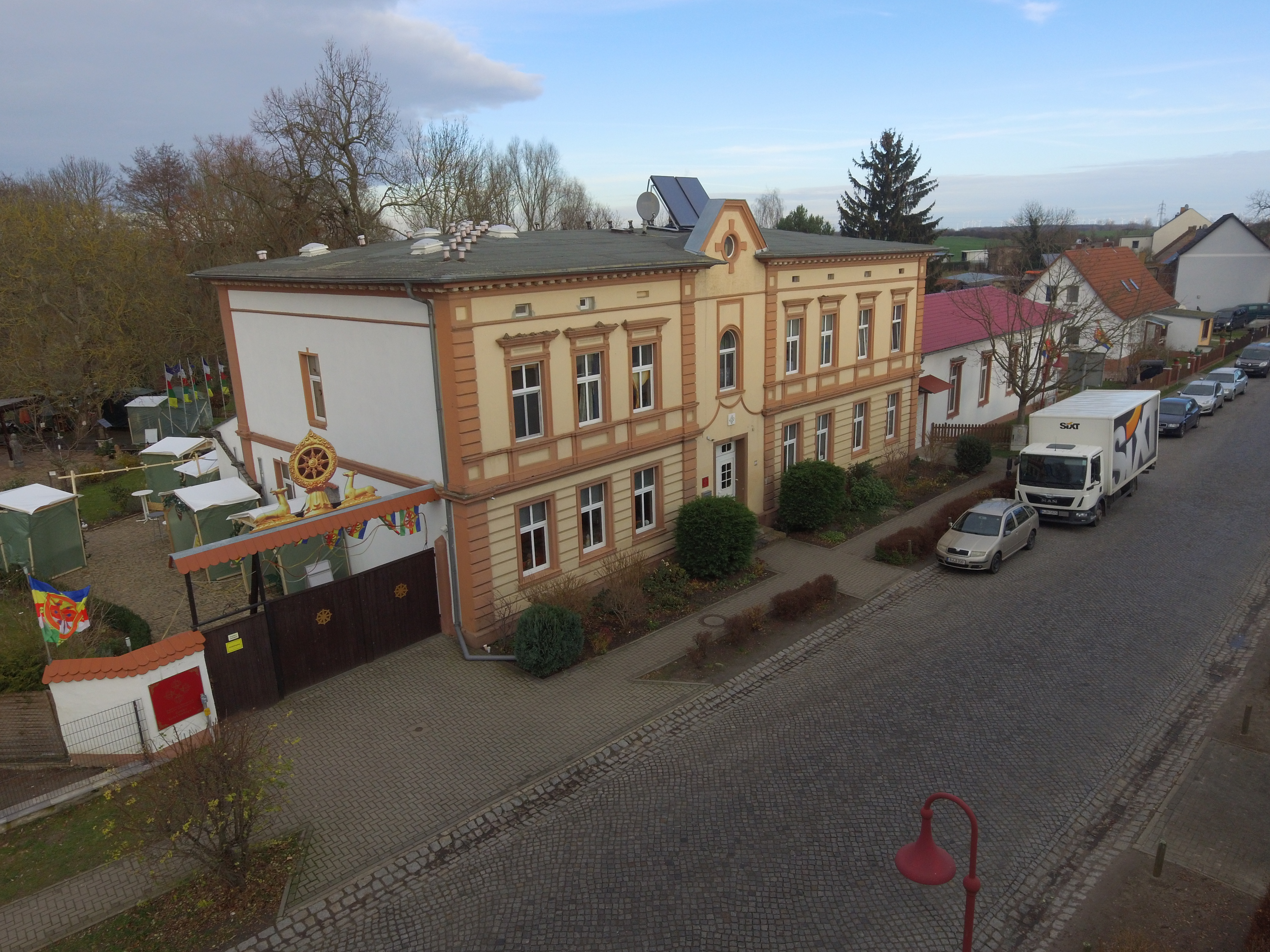
Das Hauptgebäude des buddhistischen Klosters in Päwesin

Die buddhistische Klosterschule Ganden Tashi Choeling im Dorf Päwesin im Landkreis Potsdam-Mittelmark ist eine von achtzehn buddhistischen Klosteranlagen in Deutschland. Das Kloster wurde 2002 gegründet und steht in der Tradition des Je Tsongkhapa des Tibetischen Buddhismus. In ihm lebten 2014 32 Mönche und Nonnen und etwa 20 Laien. Das Kloster betreibt einen eigenen Verlag Drolma Publications, eine Bäckerei mit dem Namen Backwahn, einen Friseurladen im Dorf, einen kleinen Laden auf dem Grundstück, sowie einen Laden in Berlin-Kreuzberg. Leiterin des Klosters ist Lama Dechen Losang Chöma Rinpoche. Nach der Klosterschule ist der gemeinnützige Verein Buddhistische Klosterschule Ganden Tashi Choeling e. V. mit Sitz Päwesin benannt, der als Träger der Religionsgemeinschaft Ganden Tashi Choeling fungiert.

## Aktivitäten im Kloster
Neben dem hauptsächlichen Studium des Buddhismus der tibetischen Mahayana-Ausrichtung betreibt das Kloster mehrere Einrichtungen in Päwesin. 2012 eröffnete die Klosterbäckerei.
Das Kloster bietet Besuchszeiten mit Anmeldung für interessierte Einzelpersonen und Gruppen, beispielsweise für Schulklassen für Exkursion im Rahmen von Religionsunterricht. Weiterhin können Interessierte über sogenannte Arbeitsferien direkten Einblick in das klösterliche Leben erhalten. Diese Arbeitsferien werden vom Kloster als geeignete Methode bezeichnet, sich ein differenziertes Bild vom Klosterleben zu machen. Darüber hinaus gibt es Kooperationen zwischen der evangelischen Gemeinde von Päwesin und der buddhistischen Klosterschule, in welchen beispielsweise ökumenischer Religions- und Ethikunterricht in Schulen der Umgebung angeboten werden.
Eine regelmäßige öffentliche Veranstaltung ist das jährliche vorweihnachtliche Sanghafest mit Wintermarkt und Theatervorstellungen auf dem Gelände des Klosters. Im Kloster werden mehrere, aus verschiedenen Notsituationen stammende Haustiere wie Hunde, Ponys, Katzen und Nagetiere versorgt. Aus dem Sanghafest ging das klösterliche Theaterensemble United Peace Artists hervor. Die Schauspielgruppe, bestehend vorwiegend aus ordinierten Mönchen und Nonnen der Gemeinde, tritt seit 2006 auf.

## Finanzierung
Die Klosterschule finanziert sich aus Spenden und eigenen Projekten, darunter die Bäckerei, ein Studio mit Friseurleistungen und Fußpflege sowie ein Laden mit Dharma-Literatur und Kunsthandwerk.

## Träger
Träger der Religionsgemeinschaft ist der gemeinnützige „Verein Buddhistische Klosterschule Ganden Tashi Choeling e. V.“ mit Sitz in Berlin. Zudem besteht eine „Gesellschaft der Freunde und Förderer der Buddhistischen Klosterschule Ganden Tashi Choeling e. V.“ mit Sitz in Päwesin.

## Kritik
Der deutsche Buddhist Tenzin Peljor (Michael Jäckel), der Websites und Blogs gegen Machtmissbrauch in buddhistischen Gemeinschaften betreibt, schreibt in seiner Website info-buddhismus.de, die Deutsche Buddhistische Union habe 2002/2003 den Aufnahmeantrag der Klosterschule Ganden Tashi Choeling aufgrund der „destruktiven (»sektenhaften«) Strukturen der Gruppe“ abgelehnt.